# El cas Ben Barka
El cas Ben Barka (títol original en francès: : J'ai vu tuer Ben Barka) és una pel·lícula franco-marroquina dirigida per Serge Le Péron, estrenada l'any 2005. Ha estat doblada al català.

## Argument
Georges Figon, antic delinqüent convertit en periodista i amic de Marguerite Duras, assisteix el 29 d'octubre de 1965 al rapte en ple París de Mehdi Ben Barka, líder de l'oposició marroquina.
Figon estava en contacte amb ell perquè havien de col·laborar per rodar un documental sobre la descolonització, escrit per M. Duras i rodat per Georges Franju. Però el projecte és un parany dels serveis secrets marroquins. Figon, que en sap molt sobre l'afer, és trobat mort el gener de 1966: què amaga el seu suïcidi? 
L'assumpte ja havia estat tractat per L'atemptat de Yves Boisset, estrenat l'any 1972, però aquesta vegada utilitzant els noms reals de la història de Ben Barka.

## Repartiment
- Charles Berling: Georges Figon
- Simon Abkarian: Mehdi Ben Barka
- Josiane Balasko: Marguerite Duras
- Jean-Pierre Léaud: Georges Franju
- Fabienne Babe: Anne-Marie Coffinet
- Mathieu Amalric: Philippe Bernier
- Azize Kabouche: Chtouki
- François Hadji-Lazaro: El Ny
- Jean-Marie Winling: Mestre Pierre Lemarchand
- Franck Tiozzo: Georges Boucheseiche
- Jo Prestia: Dubail
- Georges Beat: Inspector Louis Souchon
- Rony Kramer: Lopez
- Mouna Fettou: Ghita Ben Barka
- Fayçal Khyari: Mohamed Oufkir
- Hubert Sant-Macary: Forense
- Claude Duneton: President del tribunal
- Sylvain Charbonneau: Actor Théatre de butxaca
- Brontis Jodorowsky: Expert en grafologia
- Abdellatif Khamolli: Ahmed Dlimi

## Crítica
- "De forma tan seca com fatigosa, Le Péron narra la seva intriga amb certa confusió i acudint a l'explicació oral (i no la visual) amb massa freqüència. (...) manté gairebé sempre el seu interès històric-polític"[3]
- "Qualsevol versat en el període que tracta es delectarà amb l'astut ús que Le Péron dona als testimoniatges dels testimonis. Però fins i tot als neòfits els atraparà la barreja del món de l'espectacle i thriller conspiratiu. (...) Puntuació: ★★★★ (sobre 5)."[4]